# روبرت شتادلوبر
روبرت شتادلوبر (بالألمانية: Robert Stadlober)‏ هو مغني وممثل نمساوي، ولد في 3 أغسطس 1982 في النمسا.

## أعمال

### أفلام
- (2001) العدو على الأبواب[5][6][7]
- (2017) الخندق 11[8]

## وصلات خارجية
- روبرت ستادلوبر على موقع IMDb (الإنجليزية)
- روبرت ستادلوبر على موقع مونزينجر (الألمانية)
- روبرت ستادلوبر على موقع ألو سيني (الفرنسية)
- روبرت ستادلوبر على موقع ميوزك برينز (الإنجليزية)
- روبرت ستادلوبر على موقع أول موفي (الإنجليزية)
- روبرت ستادلوبر على موقع قاعدة بيانات الأفلام السويدية (السويدية)
- روبرت ستادلوبر على موقع ديسكوغز (الإنجليزية)
- روبرت ستادلوبر على موقع قاعدة بيانات الفيلم (الإنجليزية)
- روبرت ستادلوبر على موقع كينوبويسك (الروسية)